# Manfred Wagner (Zeichner)
Manfred Wagner (* 11. April 1934 in Zettlitz; † 16. April 2023 in Dresden) war ein deutscher Zeichner, Architekt und Hochschullehrer.

## Leben
Manfred Wagner wurde in der zwischen Rochlitz und Geringswalde im Freistaat Sachsen gelegenen Gemeinde Zettlitz geboren. Er wuchs im geschichtsträchtigen Tal der Zwickauer Mulde auf. Nach dem Schulbesuch absolvierte er zunächst eine Maurerlehre. Später studierte er an der Technischen Hochschule in Dresden Architektur, dabei wurde er auch in räumlicher Vorausschau sowie im Zeichnen und Malen unterrichtet.
Nach dem Studienabschluss erhielt Manfred Wagner eine Assistentenstelle an der Technischen Universität Dresden, wo er in den Bereichen Freihandzeichnen und in folgenden Jahren auch in der Entwurfslehre sowie in der Denkmalpflege tätig war. Daneben war er als Architekt an der Sanierung mehrerer Gebäude in Dresden und Umgebung tätig, wie beispielsweise dem Kügelgenhaus.
1992 erhielt er die Professur für Grundlagen des Entwerfens an der Technischen Universität Dresden, die er bis zu seinem Eintritt in den Ruhestand 1999 innehatte.
Bekannt ist er vor allem durch seine räumlichen Architekturzeichnungen und Stadtansichten aus Sachsen. Viele von ihnen wurden ab 1982 in regelmäßigen Abständen in den Sächsischen Heimatblättern publiziert.

## Publikationen (Auswahl)
- Gezeichnete Architektur. Dresden und Umgebung. Verlag für Bauwesen, Berlin 1988.
- Pirna und Umgebung. Federzeichnungen von Manfred Wagner. Ausgewertet und kommentiert von Albrecht Sturm. Hrsg. vom Kuratorium Altstadt Pirna e. V., Beucha 1993.
- Planerische Probleme im Grenzbereich Neumarkt – Wilsdruffer Straße. In: Der Dresdner Neumarkt. Dresden: Dresdner Geschichtsverein, 13, 1995, Nr. 4, S. 73–79.
- Panoramakarte der Landeshauptstadt Dresden. 2. Aufl., Stadtbild-Kunstverlag, Dresden 2013.
- Ein Streifzug durch Sachsen. Federzeichnungen. KDI Euroverlag, Cottbus 2014.